# 누마다테정
누마다테정(沼館町)은 아키타현 히라카군에 있던 정이다.  현재의 요코테시 남서부, 오모노가와 강 양안에 해당한다. 본 항에서는 마을 만들기 전의 명칭인 누마타테무라(沼館村)에 대해서도 설명한다.

## 역사
- 1889년 4월 1일 - 정촌제 시행에 의해 5촌의 구역으로 누마다테촌이 성립하였다.
- 1901년 7월 1일 - 정으로 승격해 누마다테정이 되었다.
- 1955년 4월 1일 후쿠치촌, 사토미촌 및 오가치군 메이지촌의 일부와 합병해 히라카군 오모노가와정이 성립해, 동일 누마다테정이 폐지되었다.

## 교통

### 철도노선
- 우고교통 
  - 오쇼선